# فرودگاه ایالتی کاتیج گروو
فرودگاه ایالتی کاتیج گروو (به انگلیسی: Cottage Grove State Airport) (به زبان بومی: Jim Wright Field) یک فرودگاه همگانی است که یک باند فرود آسفالت دارد و طول باند آن ۹۷۲ متر است. این فرودگاه در شهر کاتیج گرو، اورگن کشور ایالات متحده آمریکا قرار دارد و در ارتفاع ۱۹۵ متری از سطح دریا واقع شده‌است.